# Lenko Latkov
Lenko Latkov (en búlgaro: Ленко Латков; 1975 – 13 de septiembre de 2003) fue un violador, pedófilo y asesino en serie búlgaro , responsable del asesinato de tres mujeres ancianas en la provincia de Haskovo entre 1999 y 2000, así como de varias violaciones. También era sospechoso de otros tres asesinatos similares en la provincia de Plovdiv. Latkov fue asesinado antes de su juicio por su compañero de celda Sami Bayram Aptullah (también conocido como Sali Abdullah), quien cumplía condena por un intento de asesinato.

## Biografía
Los primeros años de vida de Latkov estuvieron marcados por estancias en varios orfanatos, a las que pronto siguieron acusaciones por violaciones en Veliko Tarnovo cuando era adolescente. El enfermo mental fue liberado a pesar de los cargos, sólo para ser arrestado nuevamente años después, el 13 de marzo de 2003, por secuestrar y violar a un niño de 13 años en una parada de autobús de Haskovo. Después de un interrogatorio de cinco horas de duración, confesó haber violado a una joven de 16 años en Veliko Tarnovo y haber asesinado a tres mujeres ancianas en la provincia de Haskovo:
- Lilyana Ivanova (84), asesinada en Haskovo, 1999
- Kaluda Golemanova, asesinada en Lyubimets, 2000
- Elena Atanasova (71), falleció tras brutal tortura en Biser, 2000

Latkov también fue el principal sospechoso de otros tres asesinatos cometidos en la provincia de Plovdiv, pero no hay información disponible sobre estos asesinatos. Tras su detención, fue trasladado a un hospital psiquiátrico en Lovech. Allí, diez días antes de su muerte, escribió una carta a las autoridades investigadoras de Haskovo en la que hablaba de su soledad, de su agradecimiento por el trato humano que le habían dispensado y de una petición de algunos cigarrillos.

## Muerte
Después de revaluaciones tanto de psicólogos como de investigadores, Latkov fue trasladado a una prisión en Stara Zagora, donde compartió celda con Sami Bayram Aptullah, otro preso con una enfermedad mental que cumplía una condena de 8 años por intento de asesinato. El 13 de septiembre, los dos comenzaron a discutir sobre algo, y Aptullah, físicamente más fuerte, golpeó y estranguló a Latkov en cuestión de segundos. Poco después, comenzó a golpear la puerta de su celda, atrayendo la atención de los guardias y del personal médico que intentaron salvar la vida de Latkov, pero fue en vano. Después de este evento, Aptullah fue trasladado a una celda solitaria.